# Història de les illes Balears

Mapa insular de les Illes Balears

Les illes Balears són un arxipèlag de la Mediterrània occidental, situat a l'est del País Valencià, al sud de Catalunya i el Golf de Lleó, a l'oest de Sardenya i al nord de l'Atles Tell (Magreb), actualment són una comunitat autònoma d'Espanya.
El nom de les Illes Balears prové del grec Βαλλιαρεῖς (Bal·liaris), nom amb el qual eren conegudes des de l'antiguitat clàssica. Els autors grecs i romans derivaven el nom del poble de la seva habilitat com a llançadors (baleareis, βαλεαρεῖς, de ballo, βάλλω), encara que Estrabó considerava que l'origen del nom era fenici. De fet, l'arrel bal- té un origen fenici; potser les illes foren consagrades al déu Baal; la similitud amb l'arrel grec ΒΑΛ (en βάλλω), i l'ocupació de les persones, podrien ser el fonament de l'assimilació d'aquesta designació al grec. Que el seu origen no sigui grec, s'ha inferit del fet que el nom grec més comú per a les illes no és βαλεαρεῖς, ans Γυμνησίαι (Gymnesiae) per referir-se a les illes de Menorca i Mallorca. En canvi, cartaginesos i romans van preferir la denominació de Balears per a Menorca i Mallorca. Eivissa i Formentera van ser anomenades per tots Pitiüses.
Malgrat que durant força temps s'ha pensat que «Balears» provindria del grec bal·lin, que vol dir 'llançar', darrerament s'ha canviat de parer i sembla descartat l'origen hel·lènic. L'origen llavors no seria grec sinó púnic. Provindria del plural ba’ lé yaroh. El substantiu ba’ lé vol dir 'els que exercitaven l'ofici de' i actua de subjecte del verb yaroh que significa 'llançar pedres'. Amb tot, el significat final seria quelcom així com 'els mestres del llançament'. I aquests mestres del llançament no són altres que els foners de les illes. Així doncs Balears vol dir 'foners'.
Autors clàssics com Plini el Vell, Estrabó o Diodor de Sicília n'han parlat molt. Però és la narració de Licofront de Calcis, en el seu poema hermètic Alexandra (versos 633-641), quan parla dels fugitius de la guerra de Troia que arribaren a les Balears, que ell anomena Gimnèsies, on es dona aquesta descripció:
| « | I altres, després de navegar com crancs als roquissars gimnesis envoltats de mar, arrossegaran la seva existència coberts de pells peludes, sense vestits, descalços, armats de tres fones de doble corda. I les mares ensenyaran als seus fills més petits, en dejú, l'art de tirar; ja que cap d'ells tastarà el pa amb la seva boca si abans, amb precisa pedra, no n'encerta un bocí posat sobre un pal com a blanc. | » |

Aquesta fama i possiblement també un excés de població en les darreries de l'època talaiòtica va fer que molts d'aquests foners illencs acabessin nodrint els exèrcits cartaginès i més tard romà. La primera menció expressa dels balears en l'exèrcit cartaginès (en lluita amb els grecs de Sicília) la fa Diodor de Sicília (XIII, 80), referint-se al 406 aC. Sembla que el costum d'utilitzar la fona a les illes no es va deixar entre la gent del camp fins ben entrat el segle xx. De fet, l'anomenaven «bassetja», mot d'origen incert, però possiblement preromà, és a dir, contemporani dels foners que van donar nom a les Balears. A Menorca, segons expliquen Antoni Maria Alcover i Francesc de Borja Moll i Casasnovas, existia la tradició fins a no fa gaire que, per entrar en el gremi dels bassetgers, l'aspirant havia d'encertar amb la pedra de la fona i sense errar cap tir els 9 barrerons d'una barrera o bé els 8 espais buits entre barra i barra (Camps, 1921).

## Els primers poblaments
Fins fa poc, els historiadors tenien la hipòtesi que Eivissa va ser poblada per pobles procedents de la península Ibèrica en el cinquè mil·lenni abans de Crist.
Entre el 3000 i el 1300 aC, petites col·lectivitats organitzades al voltant de l'agricultura i la ramaderia van habitar l'arxipèlag. És l'època dels sepulcres megalítics i els rituals religiosos en túmuls mortuoris formats per pedres gegantines. A finals d'aquest període comencen a sorgir les navetes, unes edificacions en forma de nau invertida destinades a fins funeraris, tot i que a Mallorca, les anomenades navetiformes servien d'habitació. La més famosa naveta és la Naveta des Tudons, a l'illa de Menorca.

### Adscripció lingüística
Pel que fa a l'adscripció lingüística i l'origen ètnic dels seus pobladors, les dades que permetrien treure'n conclusions són escassíssimes i es limiten a un petit corpus de topònims i antropònims que, al seu torn, és molt insegur, perquè no és possible de tenir la certesa que un topònim és, efectivament, preromà i no pas una aportació posterior, o que un antropònim és indígena, i no pas portat de colons o, simplement, adoptat pels indígenes per moda (fenomen antroponímic ben comú).
Pel que fa als antropònims, després molts treballs i propostes, hom ha identificat cinc antropònims que són raonablement autòctons: Icesta, Isaptu, Paditu i Cudiniu a Mallorca i Aetara a Menorca; la manca d'antroponímia preromana a Eivissa s'explicaria per la colonització fenícia, mentre que per la manca d'antroponímia fenícia hom pensa en possibles llatinitzacions de noms púnics.
Pel que fa a la toponímia, el corpus és força més extens però també molt més insegur, car en general es tracta de topònims documentats a partir de la conquesta catalana el segle xiii i que és dubtós que no siguin de l'àrab o del romanç prejaumí. Hom sol esmentar Alaior, Alaró, Escorca o tots els acabats en el sufix àton -er (-ə): Bóquer (documentat en època romana com a Bocchorum), Búger, Cúber, Míner, Síller i Sóller.
Finalment, hom té tres testimonis directes d'autors antics sobre el lèxic dels pobladors balears: argistinum (llatí: grando 'calabruix'), documentat pel bisbe Sever de Menorca (segle v dC); laurices ('conillons', 'cries de conill'), documentat per Plini el Vell (segle i dC); i vipiones (llatí: minorem gruem 'grua petita'), també documentat per Plini. Cal tenir en compte que no hi ha cap prova que cap d'aquests tres mots sigui d'origen preromà balear, car es podria tractar de llatí dialectal o de manlleus (i també poden estar corromputs per errors de transmissió textual). De fet, el mateix laurices sembla que s'ha de relacionar amb el mot català lloriguera, amb possibles cognats a tota la Romània; atesa la improbabilitat que un mot panromànic tengui el seu origen en la llengua preromana de les Balears, hom pensa que més aviat es pot tractar d'un manlleu d'aquesta llengua a una altra llengua.

## La cultura dels talaiots

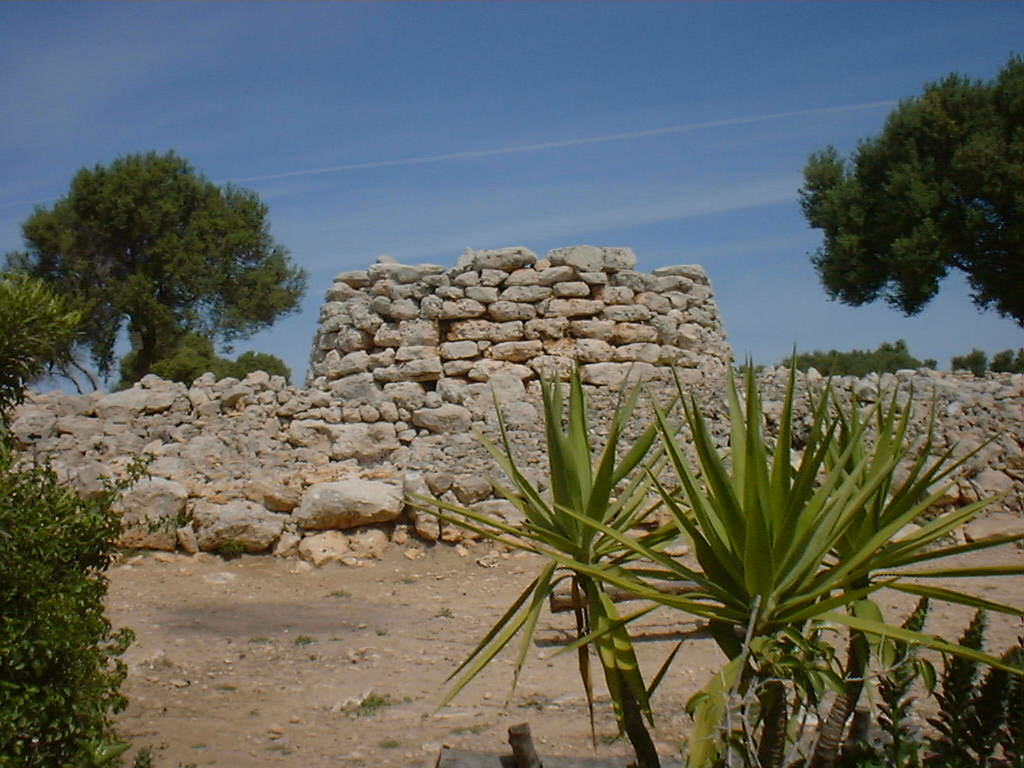
Talaiot a Mallorca.

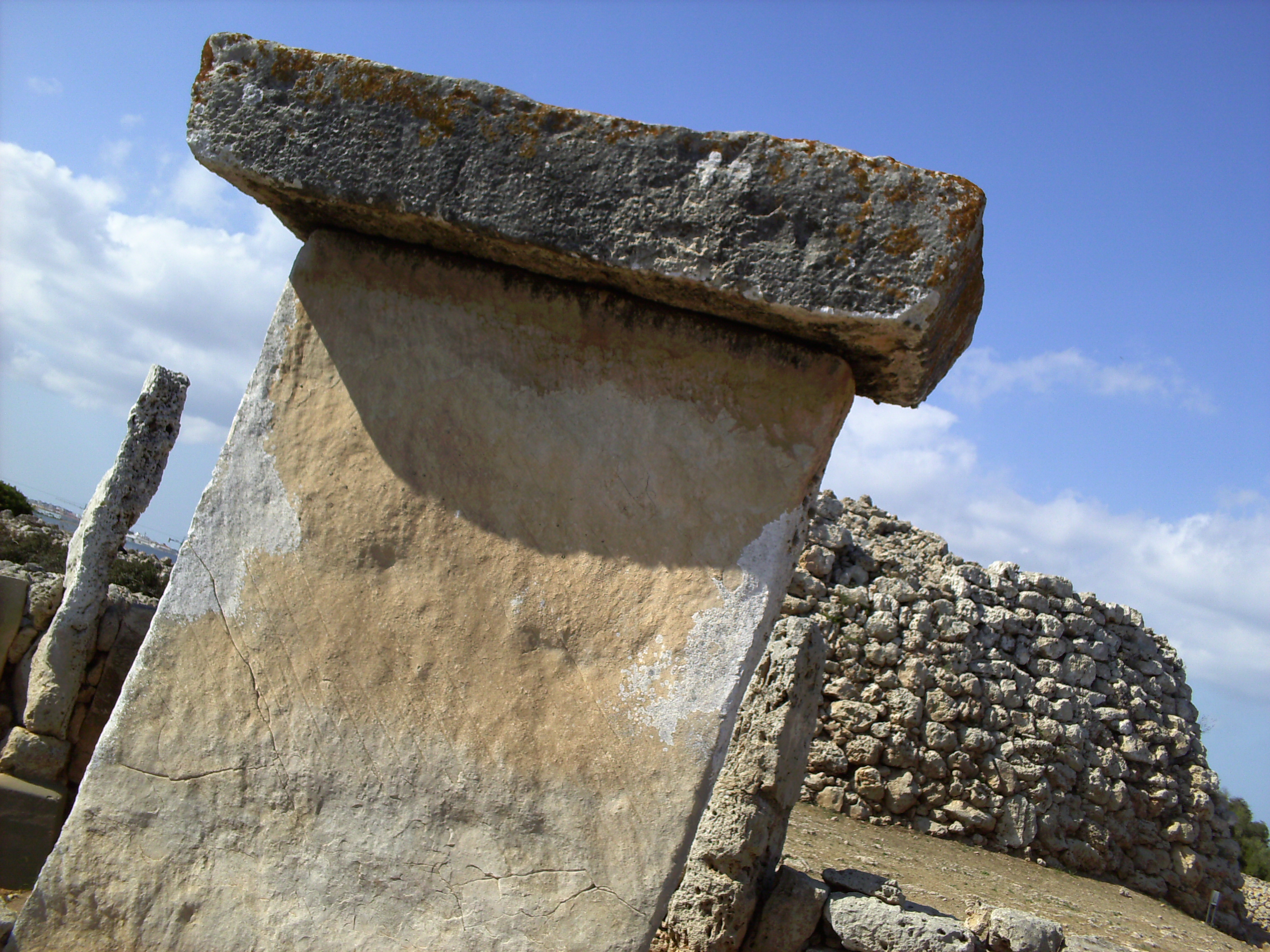
Talaiot darrere una taula, a Menorca.

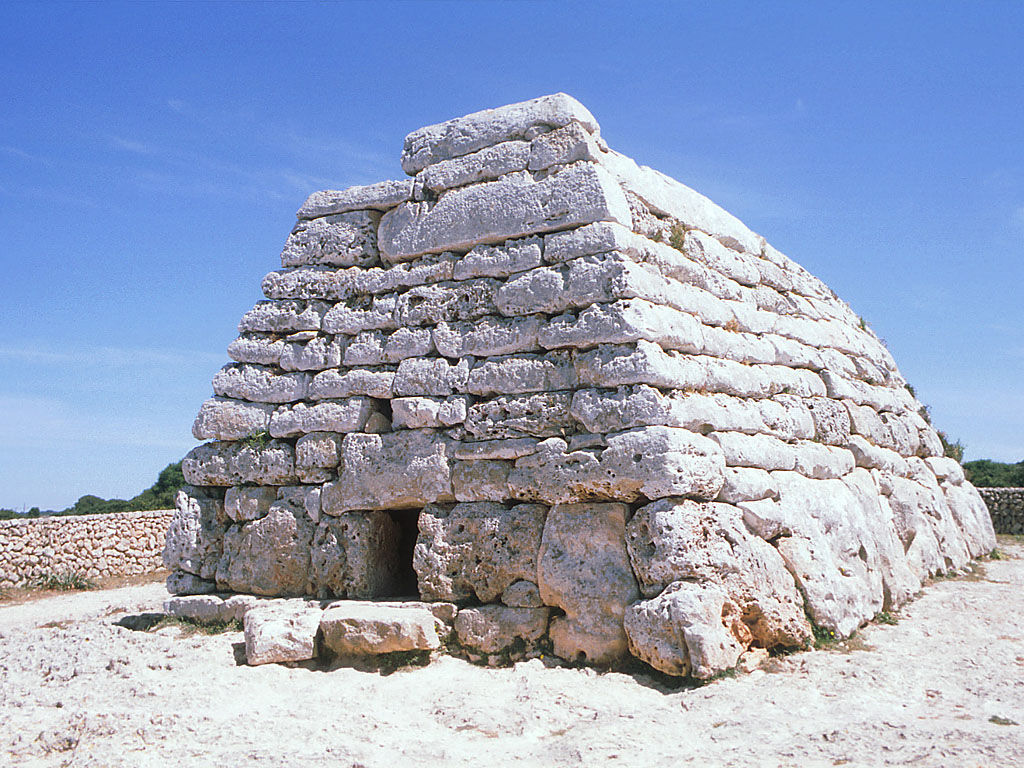
Naveta des Tudons

La cultura dels talaiots fou una cultura que es desenvolupà durant l'edat del bronze i l'edat del ferro a les Illes Balears, entenent aleshores per Balears només les anomenades pels grecs Gimnèsies, és a dir, Mallorca i Menorca. A les Pitiüses no hi va ser mai present.
Cap a l'any 1300 aC, les Illes Balears van viure la invasió dels pobles talaiòtics (de talaiot, atalaia gran), cultura guerrera que perduraria fins a la conquesta romana. És l'època de la civilització ciclòpies, en la qual els talaiots, les taules menorquines i les navetes proliferen al voltant d'una societat guerrera, la dels baleàrics, segons la denominació emprada per diversos autors de l'antiguitat. Els historiadors clàssics van anomenar Mallorca i Menorca «illes Gimnèsies», o dels homes nus.
Un talaiot és una estructura prehistòrica, de forma generalment troncocònica, construïda amb pedres de grans dimensions col·locades en sec, de 3 a 10 metres d'alçada. Es tracta de construccions exclusives de les illes de Mallorca i Menorca. Aquests edificis han donat nom a la cultura talaiòtica. Són un element sempre present en els assentaments humans del Bronze final i de l'edat del ferro de les illes Balears. No els trobem, en canvi, a les illes Pitiüses on la cultura talaiòtica no s'hi va desenvolupar.
Sota el nom de talaiot s'hi engloben construccions que, tot i tenir certs trets comuns, són tipològicament diverses. A Mallorca hi ha talaiots de planta circular (els més comuns) i de planta quadrada. Tant uns com els altres presenten generalment un espai interior de planta circular, força ampli, amb una columna central que serveix per sustentar la coberta, construïda a base de grans lloses de pedra disposades de forma radial. Un bon exemple dels talaiots mallorquins es troba al poblat de Son Fornés. Els talaiots menorquins presenten una major diversitat tipològica, tot i que els talaiots de planta quadrada hi són gairebé desconeguts. No disposen, en general, d'uns espais interiors tan amplis: alguns presenten corredors que els travessen de banda a banda; o bé passadissos que porten fins a cambres de dimensions més o menys reduïdes. En la major part dels casos, malgrat tot, sembla que l'espai útil (al contrari del que succeeix a Mallorca) es trobava a la part de dalt de l'edifici. A Menorca trobem, d'altra banda, alguns talaiots més grans que els de Mallorca, com per exemple el talaiot oest de Cornia Nou, el de Trepucó o el de Torelló.
En el cas dels talaiots mallorquins, amb els seus grans espais interns, s'ha proposat que podria tractar-se d'espais comunitaris, on es redistribuirien els aliments entre tots els membres de la comunitat. Els talaiots menorquins presenten una estructura bastant diferent, de forma que es fa difícil interpretar-los de la mateixa manera. Alguns dels talaiots d'aquesta illa es poden interpretar com estructures defensives, però n'hi ha d'altres que, per la seva situació i la seva estructura, semblen edificis monumentals amb una gran càrrega simbòlica, destinats potser a representar el poder de certs individus o grups socials. És el cas, per exemple, del gran talaiot oest de Cornia Nou, que presenta una ampla escala descoberta, al costat sud.
A Mallorca existeix una ruta dels talaiots amb 6 itineraris, creada pel Consell Insular de Mallorca i promoguda per la Conselleria de Turisme a la guia L'altra Mallorca. Alguns dels talaiots més espectaculars de Mallorca, excavats i oberts al públic, els trobem als jaciments de Son Fornés, L'Hospitalet Vell o al poblat talaiòtic de Capocorb Vell.
La Xarxa Monumental de Menorca, promoguda pel Consell Insular de Menorca, inclou també nombrosos poblats talaiòtics amb talaiots ben conservats, com els de Trepucó, Torre d'en Galmés o Montefí. Altres jaciments com Cornia Nou, tot i no formar part de la Xarxa Monumental, també es troben oberts al públic.

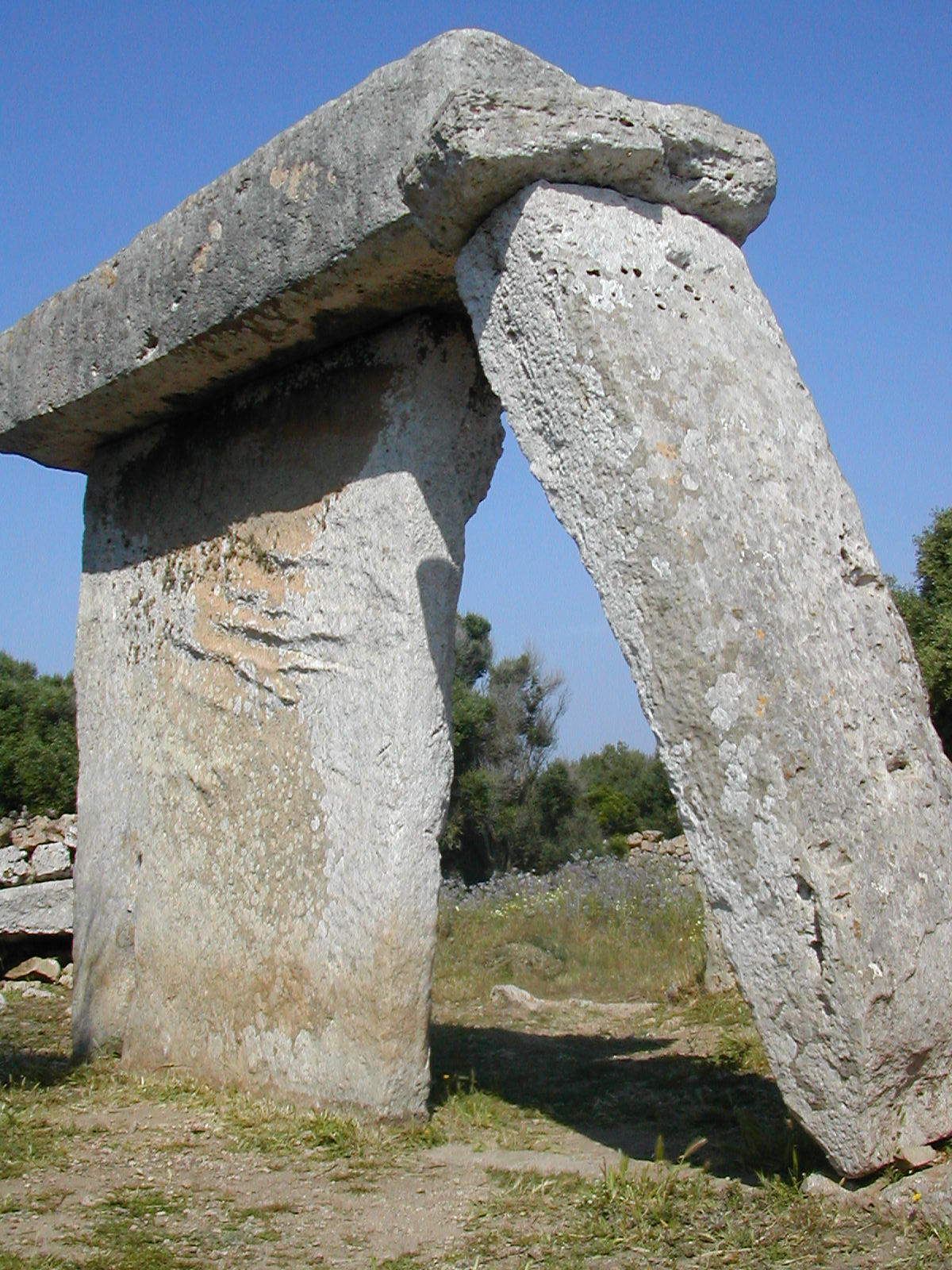
Taula de Talatí de Dalt, poblat talaiòtic de Menorca

### Antecedents
Hi ha proves que el primer poblament humà a les Illes Balears (Mallorca i Menorca) data del III mil·lenni abans de la nostra era. Aquests colons podrien provenir del sud de França o de les costes orientals de la península Ibèrica. Malgrat tot, l'origen dels primers pobladors de les Illes Balears no és, ni de bon tros, un tema tancat.
Entre el 2200 i el 1900 aC arriben influències de la cultura del vas campaniforme (només a Mallorca, no a Menorca), que en aquesta època es difonia per Europa, el nord d'Àfrica i la Mediterrània.
A partir de mitjans del II mil·lenni s'observen canvis en aquestes comunitats: innovacions en les tècniques de fabricació de ceràmica, millores en la metal·lúrgia del bronze (amb un augment de la producció d'armes i eines), entre d'altres.
L'etapa compresa entre l'establiment de les primeres comunitats humanes i l'aparició de la cultura talaiòtica se sol anomenar període pretalaiòtic.

### Propostes interpretatives i cronològiques
Cal tenir en compte que el complex cultural conegut com a Talaiòtic comprèn un arc temporal molt ampli, i han estat molts els intents de sistematitzar les seves etapes i la seva cronologia. Malgrat tot, podem afirmar que hi ha, actualment, tres línies teòriques principals que intenten explicar la gènesi i evolució de la cultura talaiòtica.
La primera d'aquestes corrents, desenvolupada per Lluís Plantalamor a partir de les investigacions dutes a terme per l'equip del Museu de Menorca (i centrat a l'àmbit d'aquesta illa) segueix en part l'esquema elaborat per Guillem Rosselló-Bordoy per a la prehistòria de Mallorca. Els orígens de la cultura talaiòtica, segons aquest model, caldria buscar-los en l'aportació d'idees i models externs, sia per l'arribada de nous contingents humans a l'illa o bé per contactes d'altre tipus. Aquest investigador proposa influències procedents de Sardenya on hi ha uns edificis, els nurags, que presenten alguns trets en comú amb els talaiots. Els primers talaiots es construirien cap al 1500 CAL ANE. Aquest tipus de construccions aniria evolucionant al llarg dels temps, canviant de forma i, segurament, de funció, però continuarien construint-se al llarg de l'edat el Ferro. La cultura talaiòtica no desapareixeria del tot fins a la conquesta romana i el posterior procés d'aculturació.
Plantalamor divideix la cultura talaiòtica en quatre grans períodes culturals, basats principalment en la divisió tipològica dels monuments observats.
- El Talaiòtic I començaria cap al 1500 aC i arribaria fins al 1000 aC. Es caracteritza pels grans talaiots d'estructura irregular, els monuments de secció esglaonada, els primers santuaris de taula i les primeres cases de planta circular. Els enterraments es durien a terme en navetes de planta allargada, hipogeus de planta senzilla i coves naturals amb mur ciclopi de tancament.

- El Talaiòtic II aniria del 1000 aC fins al 700 aC. Durant aquesta etapa s'abandonarien alguns dels hàbitats anteriors, i es produiria una concentració de la població en poblats voltats de muralles. Els enterraments es realitzarien en hipogeus de planta senzilla.

- El Talaiòtic III s'estén des del 700 aC fins al 350 aC, i es caracteritza per l'ampliació de les estructures defensives dels grans poblats fortificats i l'aparició de grans cases circulars amb pati central.

- El Talaiòtic IV seria l'última etapa, i aniria des del 350 aC fins a la conquesta romana, l'any 123 aC. Durant aquesta etapa es produeix una continuïtat respecte al període anterior, però amb una influència colonial cada vegada més accentuada.

El segon esquema cronològic ha estat desenvolupat per un grup d'investigadors de la Universitat Autònoma de Barcelona. Aquests autors consideren que les primeres manifestacions talaiòtiques es produeixen cap al 1000 aC, és a dir, de forma contemporània als últims naviformes pretalaiòtics. La cultura talaiòtica s'hauria consolidat a les illes cap al 850 aC, i a partir del 550 aC els talaiots comencen ja a abandonar-se, iniciant-se així la fase anomenada posttalaiòtica. En aquests moments s'intensificaria l'activitat agrícola, fet que permetria la producció d'excedents, a través dels quals les illes s'integrarien als circuits comercials de la Mediterrània.
L'última d'aquestes propostes explicatives és fruit de les investigacions de Víctor M. Guerrero, Manuel Calvo i Bartomeu Salvà, de la Universitat de les Illes Balears. Per aquests autors la cultura talaiòtica és, bàsicament, una societat de l'edat del ferro, de manera que el moment de la seva gènesi no es pot situar més enllà dels segles VIII o IX aC. Així, la cultura talaiòtica seria el resultat de l'evolució interna de les societats pretalaiòtiques del bronze final, potenciada per la influència del comerç púnic al Mediterrani occidental.

### La societat talaiòtica
En allò que coincideixen la majoria dels autors és en la interpretació del món talaiòtic com una societat amb una forta estratificació social i amb un accés diferenciat als recursos.
D'acord amb les proves arqueològiques, les bases econòmiques de la societat talaiòtica eren el conreu del cereals i la ramaderia de caprins (cabres i ovelles) combinada, en menor mesura, amb la cria de porcs i vaques.
Alguns autors proposen que la concentració de la població en nuclis urbans més protegits i la construcció dels primers talaiots es va fer necessària per les pirateries dels Pobles del mar, que es mouen per la Mediterrània cap al segle xiii abans de la nostra era, però cal tenir en compte que no hi ha proves directes de la influència d'aquests pobles a la Mediterrània Occidental. Les fortificacions ens podrien estar parlant també d'enfrontaments entre els vilatges de les illes, cada un dels quals (almenys els més grans) constituïa potser una entitat independent. Aquesta història d'enfrontaments hauria creat el poble bel·licós, molt hàbil amb la fona o bassetja del qual ens parlen les fonts escrites gregues i romanes. Durant els darrers segles del I mil·lenni abans de la nostra era, tant els púnics com els romans van utilitzar els habitants de les Illes Balears com a mercenaris en diferents conflictes: Guerres Púniques, etc.
Se sap, a través de les fonts escrites romanes, que els natius de les illes utilitzaven un ungüent fet amb oli de llentiscle (en aquesta època no s'havia generalitzat encara l'oli d'oliva) i saïm de porc, amb el qual s'untaven el cos. Aquests autors expliquen també que els illencs anaven nus, durant l'estiu, mentre que a l'hivern es cobrien amb pells. Els balearics disposaven de mules que exportaven, potser, a altres regions, perquè també apareixen citades a les fonts com una de les peculiaritats de les illes.

#### L'arquitectura talaiòtica
La població vivia en vilatges amb cases de pedra, construïdes amb pedres relativament grans, amb cambres rectangulars intercomunicades en algunes ocasions. A Menorca, a partir de l'arribada de la influència púnica, sembla generalitzar-se un tipus de casa molt característica: de planta oval o arrodonida, amb un pati central que dona accés al diferents àmbits, disposats de forma radial. S'han excavat exemples d'aquestes cases a poblats com Torre d'en Galmés. Aquest tipus d'habitatge, en canvi, no el trobam a Mallorca.
Alguns dels vilatges estaven emmurallats amb blocs de pedres a manera de paret sense cap unió de fang o d'altre material. En aquestes muralles es van construir torres amb aspecte de torres de vigilància (en català es diuen talaies, d'on deriva talaiots). D'aquestes torres n'existeixen de diverses formes: rectangulars, circulars, quadrades i ovalades; i són d'altures diverses; però totes tenen un aspecte similar; es creu que la seva funció era la vigilància, en tant que s'ubicaven a les muralles, però pels casos en què se situaven al centre del vilatge semblen tenir una funció més defensiva (com una ciutadella). Les pedres utilitzades tant per les muralles com per a les torres eren d'una considerable grandària i la seva instal·lació degué exigir grans esforços. Tot i que, probablement, la seva finalitat inicial era militar, és necessari tenir en compte la possible dimensió simbòlica (com a espai de representació del poder) d'aquests elements.
A Menorca s'han comptat dos-cents seixanta-set talaiots (cal tenir en compte que cada vilatge té, almenys, un talaiot), vint-i-cinc taules, seixanta-quatre navetes i sis-cents noranta-una troballes diverses, gairebé totes a la meitat sud.
Una altra construcció típica del talaiòtic són les anomenades navetes d'enterrament. Es tracta d'una espècie de naus de pedra, de forma trapezoidal i quasi rectangular, com una nau invertida. Disposaven d'una petita obertura, i estaven destinades exclusivament a l'enterrament col·lectiu. Apareixen només a Menorca. A Mallorca s'han trobat navetes per enterraments individuals, més tardanes i força diferents. Els cadàvers es col·locaven en forma semblant a la fetal. L'enterrament en aquestos monuments no excloïa el que continuaren practicant-se enterraments en coves, però el sistema es feia més complex: les coves, excavades artificialment, són cada vegada més grans i, per tant, ja convenia col·locar-hi bigues i puntals.
Les diferències de sistema d'enterrament no semblen respondre ni a diferències ètniques ni cronològiques, les possibles diferències polítiques, religioses o socials no són perceptibles. Se sap que existien alguns santuaris on se sacrificaven animals, i es percep un incipient culte al bou que, segons certs autors, podria indicar una influència cretenca, car s'ha trobat també alguna construcció de columna amb capitell típica de l'art minoic de Creta.
Finalment, l'altre monument característic és el recinte de taula, exclusiu de Menorca, consistent en un edifici de planta en forma de ferradura. Al centre d'aquesta estructura s'hi dreça una enorme columna monolítica sobre la qual reposa un capitell descomunal, amb un aspecte semblant a una taula. Tenien caràcter religiós però es desconeix la seva funció exacta. Una de les primeres hipòtesis apuntava la possibilitat que servissin per realitzar sacrificis, però aquesta teoria ha quedat descartada per manca de proves que la recolzin.

#### La ceràmica talaiòtica
La ceràmica talaiòtica és sempre feta a mà, donat que no es coneixia el torn. El sistema de cocció també era força primitiu, tot i que a les etapes finals es troben proves de la utilització de forns tancats. En conseqüència, la ceràmica pròpia d'aquesta cultura presenta un aspecte molt característic: taques de colors diferents (marró i gris) producte de la cocció irregular i desgreixant calcari, de color blanc, molt visible. Els atuells ceràmics, molt abundants, mostren una gran diversitat tipològica: vasos troncocònics, olles globulars, olles carenades, grans contenidors pitoides, etc. S'observen algunes diferències, a nivell tipològic, entre la ceràmica de Mallorca i la de Menorca.

#### Altres produccions (indústria òssia, lítica i metal·lúrgica)
Són freqüents, al registre arqueològic d'època talaiòtica, altres tipus d'objectes: punxons i espàtules d'os, molins de vaivé de pedra sorrenca (molons), elements de bronze i, a partir de mitjans del primer mil·lenni aC, de ferro (eines, armes, ornaments personals).

## L'arribada de les civilitzacions antigues

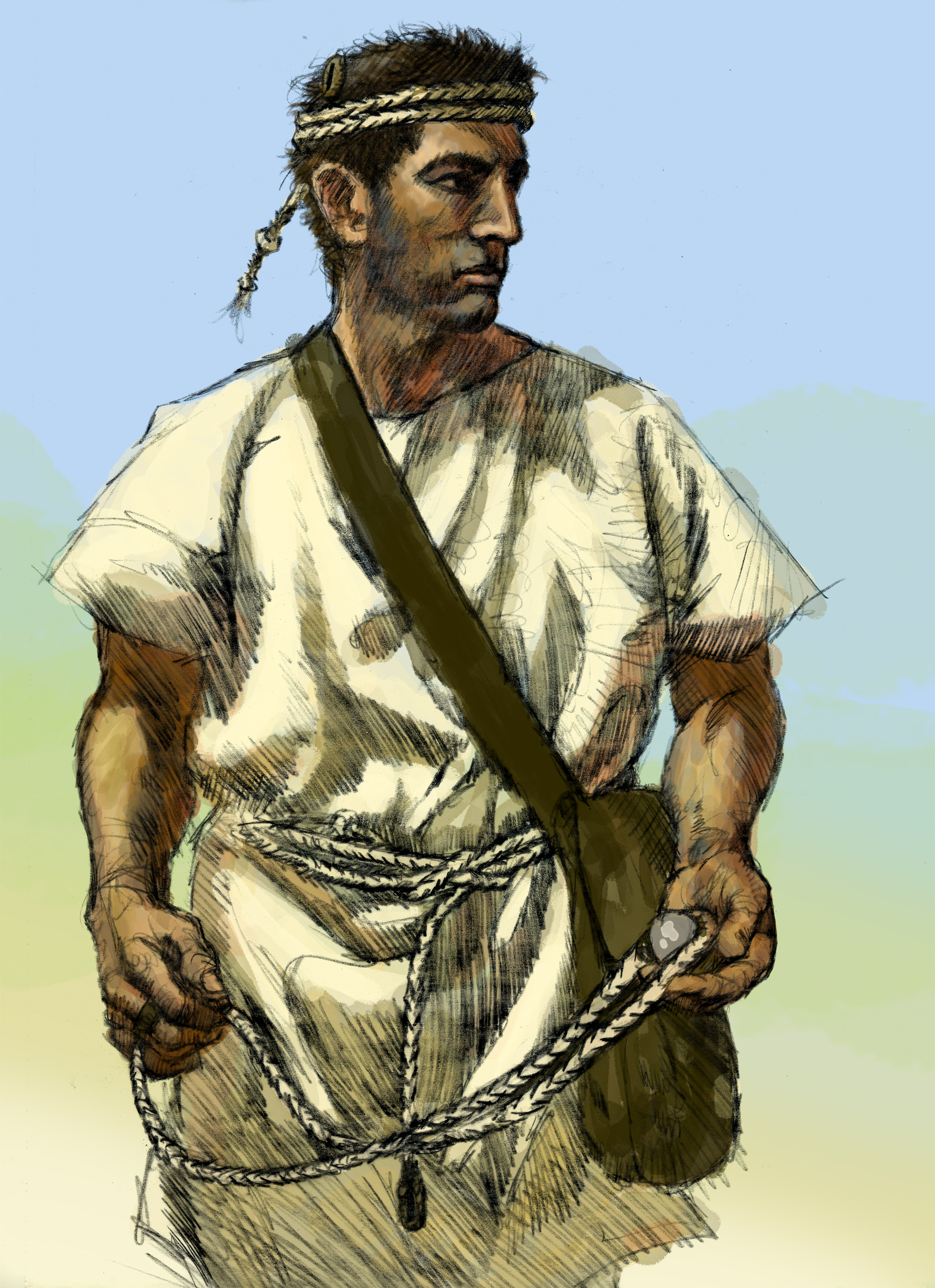
Foner balear.

Els grecs, fenicis, cartaginesos i romans són les invasions de les grans civilitzacions mediterrànies, seran primerenques i notables i causants del primer poblament estable a les illes. Aquesta diferència rau en la diferent història paleogeogràfica que ha condicionat ecosistemes diferents, molt pobres per als humans en el cas de les Pitiüses, i amb més recursos aprofitables en el cas de les Gimnèsies.
El nom de les Illes Balears prové del grec Βαλιαρεῖς, nom amb el qual eren conegudes des de l'antiguitat clàssica. Els autors grecs i romans derivaven el nom del poble de la seva habilitat com a llançadors (baliareis, βαλιαρεῖς, de ballo, βάλλω), encara que Estrabó considerava que l'origen del nom era fenici. De fet, l'arrel bal- té un origen fenici; potser les illes foren consagrades al déu Baal; la similitud amb l'arrel grec ΒΑΛ (en βάλλω), i l'ocupació de les persones, podrien ser el fonament de l'assimilació d'aquesta designació al grec. Que el seu origen no sigui grec, s'ha inferit del fet que el nom grec més comú per a les illes no és βαλιαρεῖς.
Els fenicis s'estableixen a l'illa d'Eivissa al segle viii aC, i el 654 aC funden la ciutat d'Eivissa passant a convertir-se, gràcies a la seva privilegiada i estratègica ubicació, en el centre del comerç mediterrani occidental. Durant la Segona Guerra Púnica, l'illa pacta amb Roma una capitulació que li permet conservar autonomia política i econòmica. El general cartaginès Magó intenta entrar a l'illa i, en no permetre-li els eivissencs, intenta desembarcar a Mallorca. En fracassar l'intent de desembarcar a Mallorca, decideix posar rumb a Menorca, on s'estableix temporalment i tradicionalment s'ha dit que funda Maó (avui això es posa en dubte). Els foners menorquins s'uneixen als exèrcits cartaginesos. La necròpolis púnica d'Eivissa, formada per unes cinc mil tombes, data d'aquesta època.
Acabada la Guerra Púnica, els romans intenten sotmetre Mallorca en diverses ocasions, però fracassen fins al 123 aC, quan les hostes de Quint Cecili Metel cònsol de Roma, anomenat per això «el Baleàric», conquereix l'illa i funda amb tres mil colons les ciutats de Palma i Pol·lència (a Alcúdia). Expliquen els historiadors que les tropes invasores van ser rebudes per una pluja de pedres llançades pels foners, mítics i avesats llançadors que perviuen en l'art i la memòria col·lectiva. Gairebé dotze anys després de la conquesta ja s'havien integrat a la campanya africana dels exèrcits romans. Al segle iv, l'emperador Teodosi va unir les Pitiüses a Mallorca i Menorca per formar la província de les Illes Balears el 395.
Amb la caiguda de l'Imperi Romà d'Occident al segle v, les illes de la Mediterrània occidental queden en mans dels vàndals, que estableixen el seu regne al nord d'Àfrica en el marc d'un període turbulent. El 534, en temps de Justinià I, Belisari conquereix el Regne Vàndal i les Illes Balears queden sota el domini romà d'Orient.

## Els jueus mallorquins
La comunitat jueva de Mallorca es remunta als temps romans; la historiografia mallorquina tradicional ha donat per fet, sense poder documentar-ho, que l'arribada de jueus a l'illa es va produir amb la diàspora posterior a la destrucció del segon Temple de Jerusalem, al segle i, i si bé hi ha indicis d'aquesta presència, els primers vestigis segurs es remunten al segle V: l'epístola del Bisbe Sever de Menorca, l'any 418, en la qual es parla dels vincles de la comunitat jueva menorquina amb Mallorca, l'existència d'un bisbe mallorquí amb el nom hebreu d'Elies l'any 484, i les troballes arqueològiques dels ploms funeraris de Ses Fontanelles (Santa Maria), amb inscripcions hebraiques, i d'una llantia amb la representació d'una menorà a Palma constitueixen l'inventari material que acredita la seva presència en aquells moments. Tot i així, de l'anàlisi de la descripció que fa Sever de la comunitat jueva de Menorca, molt nombrosa, ocupant altes dignitats municipals, capaç d'oposar-se enèrgicament a l'església cristiana... es dedueix que només pot correspondre a una comunitat sòlidament assentada des de temps enrere, com també devia passar a Mallorca.
El 1391 una revolta pagesa, dirigida inicialment contra el poder polític i els excessos fiscals, però segurament influïda pels assalts generalitzats a les juderies castellanes i aragoneses del mateix any, acabà amb l'assalt als calls de la ciutat de Mallorca i d'Inca. Molts jueus foren assassinats i espoliats, i finalment una bona part s'exilià o es convertí. Després d'un breu període de decadència el 1435, la resta de la comunitat jueva mallorquina va ser obligada a convertir-se al cristianisme, finalitzant en aquesta data l'existència oficial dels jueus a l'illa. Però, com en molts altres llocs, bona part dels jueus mallorquins varen practicar el criptojudaisme, és a dir, continuaren practicant la seva religió sota aparença cristiana, i s'articularen baix l'organització de la Confraria de Sant Miquel o dels Conversos, posteriorment de Nostra Senyora de Gràcia, com a instrument de cohesió interna, ajuda mútua i resolució de conflictes. D'aquesta comunitat, al segle xvii se'n derivarà la qüestió xueta, amb les condemnes sota acusació de criptojudaisme i el consegüent procés d'estigmatització que va patir aquesta minoria des de llavors i fins a l'actualitat.

### Els xuetes mallorquins
Els xuetes [ʃu'ətəs], també anomenats xuetons, són un grup social de l'illa de Mallorca, descendents d'una part dels jueus mallorquins conversos al cristianisme i dels quals al llarg de la història s'ha conservat consciència col·lectiva del seu origen per mor de ser portadors d'algun dels cognoms, de llinatge convers, afectat per les condemnes inquisitorials per criptojudaisme al darrer quart del segle xvii, o per estar-hi estretament emparentats. Els xuetes han estat històricament estigmatitzats i segregats, per la qual cosa, i fins a la primera meitat del segle xx, han practicat una estricta endogàmia. Avui dia, entre 18.000 i 20.000 persones a l'illa són portadores d'algun d'aquests cognoms.

## Dominació romana d'Orient

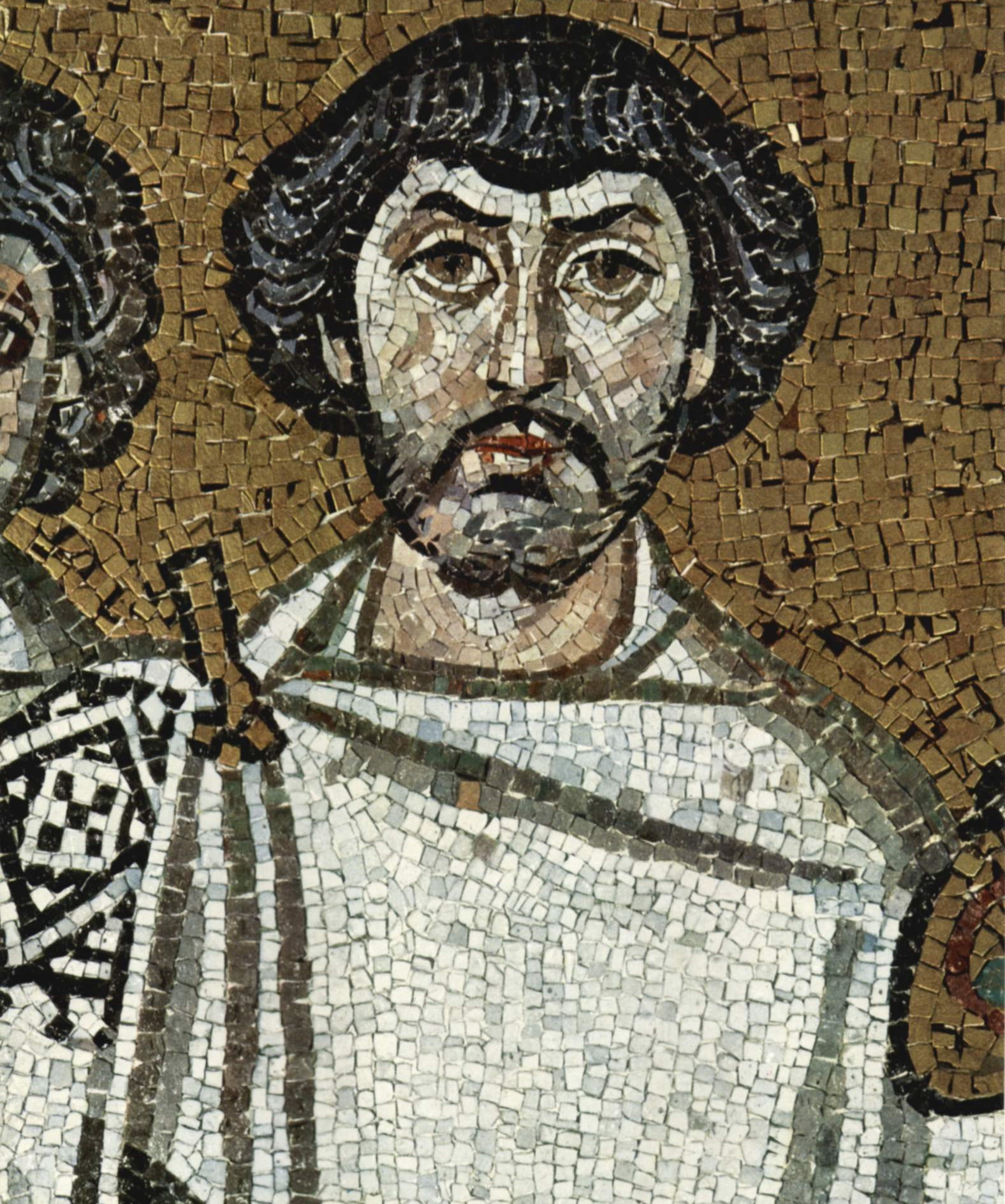
Mosaic representant al general bizantí Belisari.

La dominació romana d'Orient de les Illes Balears és un fosc període històric que s'inicia el 534, amb la conquesta romana d'Orient d'aquesta part del Regne Vàndal, i finalitza en una data incerta situada entre principis del segle VIII i principis del X. La documentació sobre aquesta època és molt escassa així com les restes arqueològiques conegudes, per la qual cosa abunden les suposicions historiogràfiques.
Enderrocat el rei vàndal Hilderic, aliat romà d'Orient, per l'usurpador Gelimer, l'emperador Justinià I va encarregar a Belisari (533) l'expedició de conquesta del Regne Vàndal, que a més de la regió de Numídia, a l'Àfrica nord-occidental, incloïa les illes de Sardenya, Còrsega i les Balears. Belisari encomanà un any més tard, al seu lloctinent Apol·linar, la conquesta de les Balears, on hi exercí el càrrec de governador. Els romans d'Orient mantingueren l'estructura territorial vàndala, i les Balears, extrem occidental de l'imperi, romangueren a la província de Sardenya, que al seu torn depenia de la prefectura d'Àfrica.

### Màxima expansió romana d'Orient

Màxima expansió romana d'Orient sota Justinià.

Poc després de la conquesta romana d'Orient de les Illes Balears, l'Imperi d'Orient reconquerí Espània, extensos territoris del sud d'Hispània (552-620), iniciada a Cartago Nova, (cosa que fa pensar que les Balears en foren el cap de pont). Així les Balears passaren a ser un territori estratègic en les rutes marítimes imperials cap a l'occident de l'imperi, que en aquests anys ocupava un territori molt similar al de l'antic Imperi Romà (tret de la resta d'Hispània i Gal·lia). Aquesta centralitat permet suposar que les Balears estaven ben integrades en el conjunt de l'imperi.
D'aquesta època, les escasses referències documentals conservades, en refereixen a qüestions religioses:
- l'exili del bisbe Víctor de Tunnuna a les Balears l'any 555 per l'enfrontament amb Justinià I per la qüestió dels Tres capítols.[27]
- La carta de Licinià de Cartagena al bisbe Vicenci d'Eivissa, l'any 582, en la qual es posa de manifest la continuïtat dels bisbats insulars atestada en el baix Imperi Romà i en l'època vàndala, la credulitat en qüestions sobrenaturals i la interrelació entre les comunitats cristiana i jueva.[28]
- L'any 603, el papa Gregori I, envià al Defensor Joan, a imposar disciplina en els dissipats monjos de Cabrera.

### Pèrdua romana d'Orient de les possessions d'Hispània
Al segle vii els romans d'Orient visqueren una etapa de decadència, molt debilitats en les lluites contra l'Imperi Sassànida, a orient, i amb els longobards, a les seves possessions itàliques. Així, l'any 620 els romans d'Orient perderen, a mans dels visigots, les seves possessions hispàniques, i les Balears tornaren a ocupar una posició excèntrica a l'imperi. Poc temps després els àrabs emergeixen com una nova potència mediterrània, i entre els anys 633 i 645 els romans d'Orient perderen definitivament les seves possessions a Síria, Egipte i Cirenaica i fins i tot sofriren el setge de Constantinoble (688). Se suposa que, en aquest context, el poder romà d'Orient s'anà afeblint a les Balears.

### L'incert domini romà d'Orient
En aquest estat de debilitat imperial, Constantinoble mantenia les seves possessions de Sicília, Sardenya, alguns enclavaments al centre i sud de la península Itàlica així com les possessions de Numídia, al nord d'Àfrica occidental, però aquestes darreres foren preses per Mussa ibn Nussayr, l'any 705, el qual, l'any 707, envia al seu fill Abd-Al·lah ibn Mussa ibn Nussayr a una expedició als territoris imperials insulars de Sicília, Sardenya i les Illes Balears, signant amb els seus governants un tractat de submissió o ahd, així mateix s'emportà, entre altres ostatges dels distints territoris atacats, els malik de Mallorca i Menorca, segurament governadors romans d'Orient, a Damasc, per ratificar-lo davant el Califa omeia Al-Walid ibn Abd-al-Màlik. Aquest tractat no s'ha conservat, però devia ser semblant al tractat d'Oriola, signat pel germà d'Abd-Al·lah, Abd-al-Aziz, sis anys més tard.
Aquests tractats de submissió, reiterats l'any 848, semblen incompatibles amb el manteniment de la dependència de l'Imperi Romà d'Orient, enemic declarat dels musulmans, però aquesta és una qüestió sense resoldre definitivament.
També a finals del segle VIII, l'any 799, davant els continus atacs musulmans a les Illes Balears s'enviaren ambaixades a la cort de Carlemany per tal d'oferir-li la submissió de les Balears als carolingis a canvi d'ajut, la qual fou acceptada. No es documenta la continuïtat d'aquesta submissió, però no sembla que aquesta dependència es pogués mantenir una vegada iniciades les guerres civils franques (830-840) i en tot cas després de la renovació del tractat de submissió amb l'emir de Còrdova d'Abd al-Rahman II, l'any 848.
Tots aquests episodis, juntament amb l'expedició normanda de 859, i les pretensions del bisbat de Girona sobre Mallorca i Menorca formulades el 892 i 897 posen de manifest que si encara existia una dependència dels romans d'Orient aquesta era purament formal i els balears havien d'afrontar les grans dificultats del moment per si sols.
Finalment les Balears, foren annexionades l'any 903 al Califat de Còrdova. En el relat de la conquesta que en fa l'historiador al-Zuhri (mort entre 1154-1161), s'afirma que els rum, resistiren al Castell d'Alaró per espai de vuit anys i cinc mesos. La paraula àrab rum és polisèmica, i tant pot referir-se, en un sentit restringit, als romans d'Orient com, en un sentit extens, als cristians, per això s'ha defensat que els mallorquins d'aleshores encara eren percebuts, si més no, com a romans d'Orient.

## Atacs musulmans a les Illes Balears (seglesviiiiix)
Al llarg dels segles viii i ix hi hagué diversos atacs musulmans a les Illes Balears, sense que arribassin a suposar l'ocupació efectiva del territori, si bé la documentació existent permet deduir que hi hagué relacions de submissió, segurament concretada amb tributs, i actes de resistència a aquesta dependència.

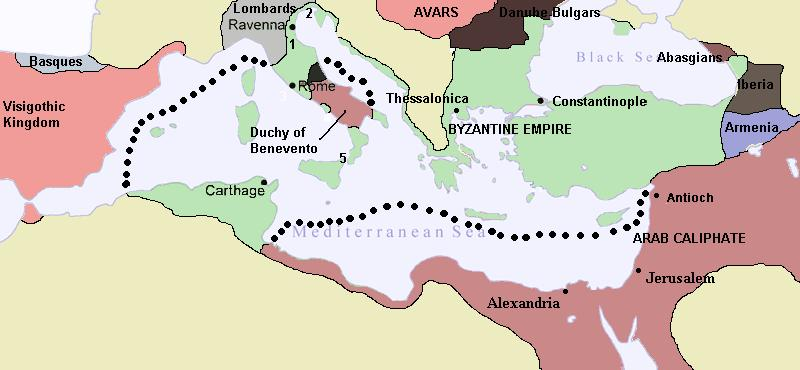
L'Imperi Romà d'Orient abans de l'any 705

Des de L'any 534 les Balears, integrades en l'Imperi Romà d'Orient, formen part de la província de Sardenya. l'any 705 Mussa ibn Nussayr conquereix definitivament els territoris del nord d'Àfrica occidental als romans d'Orient i l'any 707 envia al seu fill Abd-Al·lah ibn Mussa ibn Nussayr a una expedició als territoris imperials insulars de Sicília, Sardenya i les Illes Balears, signant amb els seus governants un tractat de submissió o ahd, així mateix s'emportà els malik de Mallorca i Menorca (segurament governadors romans d'Orient) a Damasc, per ratificar-lo amb el Califa omeia Al-Walid ibn Abd-al-Màlik
Es desconeix la vigència d'aquest tractat, però establint paral·lelismes amb situacions semblants, cal suposar la desvinculació amb l'Imperi Romà d'Orient i la independència de fet dels insulars condicionada al pagament de tributs.
En tot cas la documentació franca de finals del segle VIII informa de les freqüents ratzies musulmanes sobre les Balears: L'any 798 els balears remeteren ambaixades a la cort de Carlemany, al que li oferiren la seva submissió a canvi d'ajut, contra els musulmans que els havien assaltat l'any anterior, i l'obtingueren. També consta que l'any 813, la flota franca, sota comandament d'Ermenguer d'Empuries feu servir les Balears el com a base per empaitar l'esquadra musulmana. Tot plegat fa pensar que entre finals del segle viii i principis del IX la submissió no era efectiva.
L'any 848 l'emir de Còrdova d'Abd al-Rahman II, sotmet els illencs per haver deixat de pagar els tributs a què estaven obligats, tal vegada derivats del primer tractat o d'un altre posterior signat amb els emirs independents de Còrdova. L'any següent els balears li enviaren una ambaixada que obté el perdó i la restitució de l'antic status a canvi d'una multa.

## L'Imperi Carolingi a les Illes Balears
La influència de l'Imperi Carolingi a les Illes Balears es troba testimoniada a diversos textos i cronicons francs. Les notícies que ofereixen aquestes fonts són escasses i es presten a l'especulació sobre el grau de relació, o fins i tot de domini, de l'Imperi Carolingi i les Illes Balears.
Les referències més antigues provenen de l'obra d'Einhard, dignatari de la cort amb Carlemany, amb qui mantingué una relació estreta i en feu la seva biografia, cap a l'any 830. Precisament a la biografia fa una referència genèrica a les Illes afirmant que: Balearico mari miscetur (barrejà el mar Balear).
Però és en la seva altra obra, Annales Regni Francorum, escrita pels mateixos anys que l'anterior, on es donen les informacions més detallades i que serà el model de les cites posteriors. Així, informa que l'any 798, les Balears foren atacades pels musulmans, així mateix aclareix que això era un fet habitual i que el nom de les illes eren Mallorca i Menorca. Per aquest motiu a l'any següent els balears s'adreçaren a l'emperador per suplicar-li auxili i oferint-li la seva submissió. El monarca va atendre les súpliques i els defensà.
La mateixa crònica cita un altre episodi que només està vagament relacionat amb les Illes Balears, l'any 813, Ermenguer d'Empúries, apostat a les costes mallorquines, atacà la flota musulmana, procedent de Còrsega, prenguent-los vuit naus i alliberant cinc-cents corsos captius.
En aquest context, les cròniques islàmiques documenten una expedició de la marina musulmana a les illes de Mallorca, Eivissa i Sardenya, l'any 815. Aquesta razia fou reforçada per un comboi procedent de Tarragona i conjuntament assolaren els entorns de Marsella.
Dels anys 892 i 897 són dues butlles papals sobre la vinculació de Mallorca i Menorca al bisbat de Girona, de complexa interpretació i que algun historiador ha vinculat a la tradició carolíngia, mentre que d'altres han negat que es refereixin a les Illes Balears.

## Incursions normandes a les Illes Balears
Les incursions normandes a les Illes Balears es produïren al llarg del segle ix per la mobilització cap a la Mediterrània en cerca de fortuna. A la península Ibèrica arribaren primer per Galícia i després d'atacar les costes orientals, arribaren a l'arxipèlag balear.
Segons l'historiador Mn. Pere Xamena Fiol, una esquadra de normands que atacaren les Balears, arribaren a despoblar-la per complet (859).
El 1018 un nombrós destacament de pirates normands operaven per la mediterrània comandats per Roger de Tosny i atacaven als sarraïns de l'Emirat de Dàniyya i les Balears.
L'any 1109, durant la croada noruega es produí un atac normand, comandat per Sigurd I de Noruega, que atacà Formentera, Eivissa i Menorca, obtenint grans botins.
El poble normand era d'ascendència escandinava, en la seva majoria, vikings danesos, que assolien les terres del centre i sud d'Europa. Amb el rei Carles III de França, anomenat «El Simple», aconseguiran pel normands les terres de Normandia per establir-se. Canviaran de religió i pactaran aliances amb els principals regnes de l'Europa occidental.

## La islamització de les Illes Balears
A finals del segle VIII, l'any 799, davant els continus atacs musulmans a les Illes Balears s'enviaren ambaixades a la cort de Carlemany per tal d'oferir-li la submissió de les Balears als carolingis a canvi d'ajut, la qual fou acceptada. No es documenta la continuïtat d'aquesta submissió, però no sembla que aquesta dependència es pogués mantenir una vegada iniciades les guerres civils franques (830-840) i en tot cas després de la renovació del tractat de submissió amb l'emir de Còrdova d'Abd al-Rahman II, l'any 848. Tots aquests episodis, juntament amb l'expedició normanda de 859, posen de manifest els balears havien d'afrontar aquestes dificultats per si sols i que si encara existia una dependència de Constantinoble aquesta era purament formal fins a la invasió dels àrabs.
El 902 les illes s'incorporaren de forma definitiva a la dinastia musulmana dels Omeies. Va seguir una etapa de gran creixement, que va tenir a madina Mayurqa, la Palma actual, un lloc d'irradació cultural. La caiguda i desmembrament del califat de Còrdova deixa les Balears dins la taifa de Dénia. El 1076, la Taifa de Saragossa conquereix la de Dénia i les Illes s'independitzen i formen una taifa pròpia que viuria d'una excel·lent explotació agrícola i la pirateria, amb unes eficaces ràtzies que colpejaven les costes veïnes des d'Itàlia a Catalunya passant per la costa mediterrània francesa. El 1113 la taifa mallorquina és conquerida en la croada pisano-catalana que tenia per objectiu posar fi a la pirateria i probablement pretenia ser també una expedició de càstig. Les fonts islàmiques diuen que madina Mayurqa va ser arrasada i sembla que l'arqueologia apunta que és cert. Aquesta expedició va arribar a Mallorca i a Eivissa, però no hi hauria en cap cas un domini efectiu de les Illes. El 1116 els Almoràvits desembarquen a Mallorca i les Balears entren al domini del seu imperi, junt amb la resta d'al-Àndalus. Posteriorment el domini almoràvit decau i es forma una segona taifa mallorquina que aconsegueix un gran esplendor amb la dinastia dels Banu Ghaniya. Aquesta dinastia almoràvit es va enfrontar als almohades, sent l'últim regne de taifes conquerit per aquests. Es va seguir dedicant a la pirateria però també la va dirigir cap al nord d'àfrica, on va arribar a posar en problemes els almohades, que seguien enfrontats als almoràvits. El 1203 els almohades conquereixen la Taifa de Mallorca, que segueix sota el seu domini fins a la seva incorporació a la Corona d'Aragó després de la conquesta catalana.

### Conquesta islàmica de Mallorca
La conquesta de Mallorca per part de les tropes musulmanes es va produir l'any 290 de l'Hègira (902/903 de l'era cristiana). La conquesta de Mallorca va enfrontar les tropes d'Issam al-Khawlaní amb la resistència del rum de les Illes Balears que durant vuit anys i cinc mesos foren assetjats pels musulmans al Castell d'Alaró.
L'emir Abd-Al·lah ibn Muhàmmad li reconegué la conquesta i el nomenà valí de l'illa, càrrec que exercí des del 904 fins al 912.
| «          | En aquesta illa [Mayurqa] es troba una gran fortalesa construïda en un lloc amb el nom de Hisn Alarum alt i erm, sense igual en el món habitat; és coneguda amb el nom de Hisn Alarum. Conten els mallorquins que quant l'illa fou conquistada a l'època de Muhammad, fill del quint amir Ummaya a al-Andalus, els Rum es feren forts en aquesta fortalesa durant vuit anys i cinc mesos després de la conquesta, sense que ningú pogués fer res contra ells; només la falta de queviures els obligà a sortir. Aquesta fortalesa s'aixeca sobre el cim d'un puig de pedra dura on hi ha una font abundant. | » |
| — Al-Zuhri | |   |

La historiografia debat sobre qui eren els rum que oferiren resistència, per la polisèmia d'aquesta paraula; per una banda podria referir-se, en un sentit restringit, als romans d'Orient o, en un sentit extens, als cristians, atès que en 897, una butlla papal fa dependre les illes del bisbat de Girona, mostrant la gran feblesa de les estructures de poder, que han anat quedant molt afeblides amb els successius atacs musulmans.
La dominació musulmana a Mallorca (902-1229) començà quan un poderós home de l'emir de Còrdova, Issam al-Khawlani, viatjà de camí a la Meca en peregrinació amb més vaixells. Davant una gran tempesta, l'emir i el seu seguici es refugiaren a Mallorca. Descobrí una illa que no coneixia i en tornar de la seva peregrinació va intentar indagar més sobre ella i informar al seu senyor, l'emir Abd-Allah de les condicions defensives i l'incità a conquerir-la.
Issam al-Khawlaní informà al seu senyor que Mallorca pertanyia a un arxipèlag d'illes que els vells romans anomenaven Baleària. Aviat l'emir envià moltes naus cap a l'arxipèlag, principalment a la més gran per aconseguir la seva conquesta. Malgrat l'oposició, els natius aguantaren 8 anys i cinc mesos. Un cop reintegrat dins l'emirat de Còrdova, l'arribada de sarraïns fou constant. Issam al-Khawlaní fou designat senyor de Mallorca.

## Conquesta catalana i Regne de Mallorca dins de la Corona d'Aragó

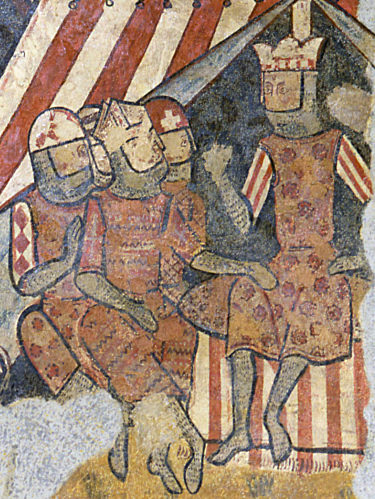
El rei Jaume I d'Aragó amb el bisbe de Barcelona Berenguer de Palou i els magnats Bernat de Centelles i Gilabert de Cruïlles durant la Conquesta de Mallorca (1229)
(Frescos del Palau Aguilar de Barcelona. MNAC)

La Corona d'Aragó, durant els segles xii i xiii experimenta un fort procés d'expansió cap a la Mediterrània que la porta a fer seves les terres balears. L'actual extensió del català té el seu origen a la Corona d'Aragó, on era la llengua dominant i la més parlada, parlada pel 80% de la població. A diferència del que succeirà amb València, que serà una conquesta conjunta de catalans i aragonesos, la conquesta del regne de Mallorca és només catalana. El jove rei aragonès Jaume I el Conqueridor (tenia 21 anys) comanda una flota que desembarca a Mallorca a finals d'estiu de 1229. Després d'ardents combats que es van prolongar durant mesos, entra victoriós a la ciutat el 31 de desembre d'aquell any. L'assalt fou seguit d'una matança indiscriminada que va ocasionar un veritable genocidi de la població mallorquina. Els milers de cossos morts que no podien ser enterrats van produir una epidèmia entre els conquistadors que provocà nombroses morts. Com a conseqüència, els nobles van voler apoderar-se de tot el botí en compte de sortejar-lo entre la tropa. Això va motivar la revolta de peons i cavallers. Finalment es va fer el repartiment del botí, que durà fins al 30 d'abril de 1230.
Gràcies a tot plegat, els musulmans supervivents van tenir temps d'organitzar diferents focus de resistència a les muntanyes, cosa que va fer allargar durant un parell d'anys més les lluites contra els musulmans a Mallorca, que finalment van acabar convertits en esclaus o semi-esclaus. Arran de tota aquesta destrucció, però també a causa de la debilitat en què havia quedat l'exèrcit de Jaume I, Menorca va demanar el vassallatge de la Corona i així li va ser concedit, mitjançant el Tractat de Capdepera. D'aquesta manera, Menorca esdevindria una taifa autònoma on la religió i la cultura àrab encara van mantenir-se mig segle més. Però en ple gener de 1287, i amb una flota mig delmada per un fort temporal, Alfons el Franc arribà al port de Maó. El Moixerif va pactar la capitulació de manera que cabdills i nobles pogueren escapar dels catalans a canvi de lliurar la resta de la població perquè l'esclavitzessin. Pel que fa a Eivissa, també va ser conquerida durant el regnat de Jaume I, el 8 d'agost del 1235. Els seus habitants també van ser esclavitzats i els seus béns repartits entre els magnats. Les Illes Balears van ser repoblades per cristians de l'Empordà i de la Catalunya Vella que van establir el català com la nova llengua de les illes.
El nou regne cristià de Mallorca o Mallorques queda instituït per la Carta de Privilegis i Franqueses de Mallorca (1230). Com el seu nom indica, no només institueix el nou regne, sinó que és una carta de poblament que dona una sèrie de llibertats als nous repobladors en un intent de protegir-los dels abusos del règim feudal i per tal d'atreure'ls a les noves terres. No existeixen corts ni institucions comunes a totes les Illes, llevat de la mateixa monarquia. Així, el lloctinent (anomenat també virrei en temps de la Monarquia Hispànica) i la Reial Audiència de Mallorca són les úniques institucions per a totes les illes. Mallorca es regeix pel Gran i General Consell i Menorca i les Pitiüses per la Universitat de cada illa. Menorca i Eivissa eren governades també per governadors nomenats pels lloctinents mallorquins.

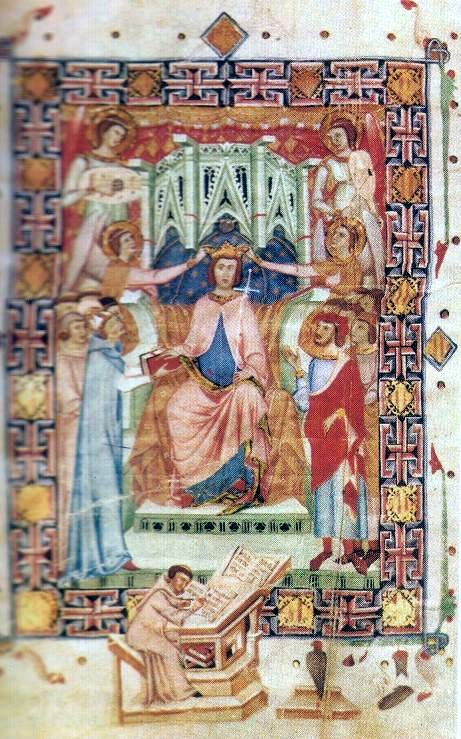
Jurament dels Privilegis de Jaume II de Mallorca davant de Jaume I el Conqueridor

El 1276 mor Jaume I i la Corona d'Aragó es parteix, quedant-se els regnes peninsulars (Aragó, Catalunya i València) en mans del fill major, Pere el Gran i el regne de Mallorca en mans del fill menor, Jaume II de Mallorca, si bé els reis de Mallorca eren vassalls dels d'Aragó. Neix així l'anomenat Regne Privatiu de Mallorca. Aquest regne estava format, a més de per les Illes Balears, pels comtats catalans del nord dels Pirineus (Rosselló i Cerdanya) i les possessions que encara li restaven a Occitània i malgrat fer construir els seus reis el castell de Bellver, no van residir habitualment a l'illa. El palau dels reis de Mallorca és a Perpinyà. Durant aquest període la Corona d'Aragó conquereix Menorca, que definitivament s'incorpora al regne de Mallorca el 1295. El període del regne privatiu va durar de 1276 a 1349, quan Pere el Cerimoniós d'Aragó conquereix Mallorca a Jaume III. Així, el regne de Mallorca queda definitivament integrat a la Corona d'Aragó.
Econòmicament les illes gaudeixen de la puixança econòmica el segle xiii i bona part del xiv, quan comença la crisi baix medieval. Les Illes pateixen durant la baixa edat mitjana un retrocés econòmic i demogràfic. A més, pateixen també durant l'edat mitjana i el principi de la moderna nombrosos atacs de la pirateria barbaresca i el cors. En aquest aspecte destaquen el desembarcament i saqueig de Barba-roja a Maó el 1535 i el de Ciutadella el 1558. El 1521 esclata a Mallorca la Germania, en part com a continuació de la de València. Els agermanats aconsegueixen el control de la ciutat i el virrei es veu obligat a fugir i refugiar-se a Eivissa, que pateix l'atac dels agermanats. La revolta acabà amb l'enviament d'una flota a Mallorca per part de Carles I.
El segle xvii també és un segle de persecució religiosa. A Mallorca els processos i la discriminació pública contra els jueus, anomenats despectivament xuetes, són especialment durs. Des de la baixa edat mitjana els xuetes havien estat discriminats i obligats a convertir-se, vivint com a criptojueus.

## De Regne a Província Espanyola
Les Illes Balears es declaren lleials a l'arxiduc Carles d'Àustria durant la Guerra de Successió. El 1715 els castellans ocupen Mallorca i les Pitiüses i es fa efectiva la derrota. S'aprova el decret de Nova Planta de les Illes Balears, que posa fi a l'administració sorgida de la conquesta catalana i al dret foral, implanta el municipi castellà i el centralisme. A més, la llengua catalana desapareix de l'administració i n'és prohibit el seu ús públic.
El 1706 els anglesos ocupen Menorca en nom de l'arxiduc i posteriorment se la queden com a colònia en virtut del Tractat d'Utrecht. L'administració pública fa servir l'anglès en les relacions amb la metròpoli, però a nivell intern continua fent-se servir la llengua catalana, essent Menorca l'únic territori on el català és oficial després de la fi de la Guerra de Successió. La presència britànica a Menorca deixa canvis en la ramaderia i l'agricultura (introducció de vaques, porcs i conreus de lleguminoses i farratges) i es construeixen noves carreteres (destaca el Camí d'en Kane) que ajuden a la prosperitat demogràfica i econòmica de l'illa. A més, els anglesos suprimeixen la Inquisició i deixen la seva empremta arquitectònica en les cases senyorials del camp menorquí. Entre 1756 i 1763 els francesos ocupen l'illa, que va tornar a domini anglès. La Pau d'Amiens (1802) va suposar el retorn definitiu de Menorca a Espanya.
El segle xviii és també un segle de reformes il·lustrades dins la política general de la monarquia borbònica. Es funda la Societat Econòmica d'Amics del País de Mallorca, que intenta posar en marxa reformes importants amb la introducció de conreus més comercials (cotó, lli, morera, vinya, ametller, garrover...) i difondre la utilització d'adobs. El reformisme borbònic permetrà l'obertura al mercat americà i es participarà en la fundació de la Companyia de Comerç, que pretenia fomentar els intercanvis comercials amb Amèrica i impulsar les primeres fàbriques. A Eivissa, el canvi en l'organització territorial també pretenia urbanitzar l'illa, ja que els il·lustrats consideraven que el poblament dispers al camp era el major obstacle per al progrés de l'illa. La davallada de la pirateria i el cors fa que definitivament es repobli Formentera, que mai no havia tingut un poblament estable des del segle xiii. En conjunt s'ha de dir que malgrat els esforços, totes les mesures il·lustrades a Mallorca i les Pitiüses seran en general, fracassos, o èxits més aviat relatius. És a dir, continuen sent zones bàsicament endarrerides.

## Guerra de Successió Espanyola a les Illes Balears

### Presa austriacista de Mallorca
La presa austriacista de Mallorca va ser un episodi de la Guerra de Successió Espanyola que va tenir lloc el 27 de setembre de 1706, quan el Gran i General Consell del regne de Mallorca va decidir rendir-se davant la presència en el port de Palma d'una flota angloholandesa de la Gran Aliança que recolzava a Carles III en les seves pretensions d'ocupar el tron de la Monarquia Hispànica, enfront del borbó Felip V, que havia estat designat com a successor per l'últim rei de la Casa d'Àustria, Carles II, un mes abans de morir. Amb l'alineament del regne de Mallorca a favor de la causa austriacista —encara que Menorca no seria presa fins a dos anys després— tots els estats de la Corona d'Aragó s'havien decantat per l'Arxiduc, mentre la Corona de Castella recolzava a Felip V, com ho havia demostrat la fracassada primera entrada a Madrid de l'Arxiduc Carles que havia tingut lloc tres mesos abans.

#### La capitulació d'Eivissa i de Mallorca
El projecte de prendre les Illes Balears es va idear al mateix temps que es planejava l'ofensiva austracista sobre Madrid. L'objectiu era aconseguir per a la flota de guerra aliada —integrada per vaixells anglesos i holandesos— una base segura i un centre d'aprovisionament per a les seves operacions navals en el Mediterrani.
A les tres illes existia un partit austriacista que mantenia contactes amb els austriacistes catalans a través de Joan Antoni de Boixadors, comte de Savellà, l'esposa del qual estava emparentada amb destacats nobles mallorquins. Per això l'Arxiduc Carles es va posar al capdavant de l'expedició i quan va ser ocupat el regne de Mallorca exerciria el càrrec de governador en el seu nom.
L'esquadra aliada formada per uns 35 vaixells, en la seva majoria anglesos, primer es va dirigir a Eivissa que va capitular el 19 de setembre de 1706 només en albirar la flota. Immediatament el Consell d'Eivissa va reconéixer Carles III com a rei i va jurar obediència al comte de Savellà. Sis dies després la flota es va presentar en el port de Palma i el dia 26 esclatava un motí popular austriacista durant el qual algunes cases i tendes de francesos i d'alguns assenyalats filipistes van ser saquejades, la qual cosa va dificultar la resistència del virrei de Mallorca, el comte de l'Alcúdia, que comptava amb pocs efectius per a la defensa de l'illa. Així, el dia 27 de setembre el Gran i General Consell va decidir capitular.
Després de desembarcar el comte de Savellà va reunir el Consell, al que va assistir la representació al complet dels artesans i dels pagesos, però no així la dels altres estaments dels quals només van assistir la meitat dels seus representants, «la qual cosa resulta indicatiu dels suports polítics amb què va comptar Carles III», segons Joaquim Albareda. En aquesta sessió del Consell es van aprovar les capitulacions, entre les quals figurava la confirmació de «tots els privilegis, pragmàtiques, franqueses» concedits a la Ciutat i al Regne en temps de Carles II, però no els «concedits pels sereníssims reis passats», tal com va reclamar el Consell al comte Savellà.
Després d'aquesta reunió del Consell l'Arxiduc va ser proclamat el 4 d'octubre com a rei de Mallorca amb el nom de Carles III, actuant com plenipotenciari seu el comte de Savellà —que al desembre seria nomenat virrei i capità general del regne de Mallorca. El 6 d'octubre van embarcar per a Almeria el comte d'Alcúdia, i altres destacats filipistes, com el bisbe Francesc de la Portilla i el jurista de l'Audiència, Francesc Ametller.

#### La insurrecció austriacista de Menorca i la reconquesta borbònica
La nit de l'11 d'octubre va tenir lloc una insurrecció austriacista iniciada a Ciutadella que prengué el control de tota Menorca. Joan Miquel Saura va ser nomenat governador pel comte de Savellà, qui va jurar en nom de Carles III els privilegis de l'illa. Però el domini austriacista va durar només tres mesos, perquè quan la flota aliada va abandonar les Illes Balears, es va presentar una flota francesa a Maó i va recuperar l'illa per als borbònics l'1 de gener de 1707. La repressió contra els austriacistes va ser molt dura i es va convertir en una onada de terror quan al febrer va ser descoberta una nova conspiració a favor de Carles III l'Arxiduc. Trenta-tres persones van ser executades. El novembre de 1707 el governador borbònic, el castellà Diego Leonardo Dávila, va suprimir els privilegis de l'illa, va restringir el sistema de representació i va ordenar que els jurats majors de les viles (equivalents als jurats del Regne de València) fossin nomenats pel rei.

### Presa borbònica de Mallorca
La presa borbònica de Mallorca va ser l'últim episodi de la Guerra de Successió Espanyola. Va tenir lloc el 2 de juliol de 1715 quan l'illa de Mallorca —l'últim reducte de la resistència austriacista que recolzava a Carles VI del Sacre Imperi Romanogermànic en les seves pretensions a ocupar el tron de la Monarquia Hispànica— va capitular davant l'arribada d'una flota borbònica, deu mesos després de la caiguda de Barcelona en poder de Felip V d'Espanya. A continuació va ser ocupada Eivissa, però no l'illa de Menorca, ja que segons l'estipulat en el Tractat d'Utrecht va passar a sobirania de la Gran Bretanya, sota la qual romandria gairebé sense interrupció fins al 1802 (Tractat d'Amiens).

#### La capitulació de Mallorca
Una vegada produïda la caiguda de Barcelona al setembre de 1714, l'últim reducte austriacista era el Regne de Mallorca que des de 1706, com la resta dels estats de la Corona d'Aragó, s'havia alineat amb l'Arxiduc Carles, qui a la fi de 1711 havia estat proclamat emperador del Sacre Imperi Romanogermànic. Durant els mesos següents Mallorca i Eivissa —Menorca segons el Tractat d'Utrecht havia passat a sobirania britànica— van estar governades pel virrei nomenat per Carles VI, el marquès de Rubí, que comptava amb el suport de forces imperials i amb la presència d'alguns catalans que s'havien refugiat allí a causa de la derrota dels austriacistes del Principat de Catalunya.
Segons va informar el general britànic comte de Peterborouhg els mallorquins van demanar la protecció del rei de la Gran Bretanya «no podent assumir de cap manera sofrir l'esclavitud dels espanyols i considerant-se sempre com a súbdits de l'emperador». Per la seva banda l'enviat britànic Matthew Prior va comunicar al govern francès que era una «rondalla sense cap fonament» que Jordi I hagués «ofert als mallorquins lliurar-se a Anglaterra» o que «els acolliria en cas que decidissin lliurar-se».
El maig de 1715, quan ja semblava imminent l'ocupació borbònica de l'illa, un emissari de l'emperador Carles VI, l'austriacista Juan Amor de Soria, va intentar negociar a París les condicions de la rendició, que inclourien el manteniment de les "llibertats" del regne i de tota la Corona d'Aragó. Però les converses no van produir cap resultat. Beneficiant-se de la passivitat dels britànics, ara amb els whigs al govern, els exèrcits francès i espanyol van ocupar l'illa, que va capitular el 2 de juliol. L'11 de juliol el virrei Rubí lliurava les claus de Palma al general francès Claude François Bidal d'Asfeld, després de més de trenta dies de resistència a l'avanç de les tropes borbòniques.

#### El Decret de Nova Planta del Regne de Mallorca
A diferència de l'ocorregut després de la presa austriacista de Mallorca en la qual el representant de l'Arxiduc Carles va reunir el Gran i General Consell davant el qual va confirmar «tots els privilegis, pragmàtiques, franqueses» concedits a la Ciutat i al Regne en temps de Carles II, Felip V de Borbó va promulgar un Decret de Nova Planta el 15 de novembre de 1715, similar al Decret de Nova Planta de València i d'Aragó de 1707, pel qual van quedar abolides les lleis i institucions pròpies del regne de Mallorca —el que no van fer els britànics a Menorca. Així, com ha assenyalat Núria Sales, "amb la Nova Planta el regne de Mallorca deixava d'existir per convertir-se en un simple títol honorífic".
El Gran i General Consell va ser abolit, i els seus poders van passar al capità general, la nova màxima autoritat a les illes amb majors atribucions que el virrei al que va substituir, i a la Reial Audiència que va suplantar a la suprimida Audiència. El sistema insaculatori («de sac i sort») per a l'elecció dels càrrecs va ser suprimit i a partir de llavors serien designats pel rei o pel capità general. Així mateix, va ser suprimit el dret públic —però no el dret privat, que es va mantenir com en el Regne d'Aragó després del segon Decret de Nova Planta de 1711; el contrari del que va succeir en el Regne de València. Així mateix, Mallorca va perdre el dret a encunyar moneda pròpia.
Quant al règim local es va imposar el sistema castellà del corregidor i els regidors desapareixent la representació de l'estament popular. Així, el 1718 l'ajuntament de Palma va quedar format per 20 regidors, 16 cavallers —noblesa— i 4 ciutadans honrats, sistema que es va aplicar a la resta de municipis de l'illa. En el Cronicó de Campaner es va dir: «si bé van quedar els cavallers molt satisfets d'empunyar ells sols el govern econòmic de la ciutat, en breu es van desenganyar veient que la seva autoritat no era com la que van tenir els Jurats». No obstant això, si bé és cert que la Reial Audiència podia suspendre qualsevol acord dels municipis, aquests tenien competències, per exemple, sobre jornals el que va permetre a la noblesa imposar-se sobre les classes populars, que no estaven representades en els municipis —al contrari del que succeïa durant l'«època foral».

## Menorca sota domini britànic
Menorca, conquerida per una esquadra anglo-holandesa el 1708 en plena Guerra de Successió Espanyola, va passar a la sobirania de la Gran Bretanya en virtut del Tractat d'Utrecht de 1713 i així va romandre al llarg del segle xviii fins a la signatura del Tractat d'Amiens de 1802, excepte durant la Guerra dels Set Anys (1756-1763) que va estar ocupada pels francesos i entre 1782 i 1797 en què va estar sota la sobirania del rei d'Espanya.
Com l'interès britànic per Menorca era estrictament militar —tenir una base naval en ple Mediterrani Occidental en el qual Maó constituïa un excel·lent port natural, per aquest motiu va passar a ser la nova capital de l'illa enfront de l'aristocràtica Ciutadella—, la Corona va mantenir les institucions i lleis pròpies de Menorca, excepte la Inquisició espanyola que va ser abolida. Així els municipis van continuar sent universitats governades pels històrics jurats que representaven als diferents estaments. A Ciutadella eren quatre: un cavaller (noble), un ciutadà (burgès), un pagès (camperol) i un menestral (artesà).

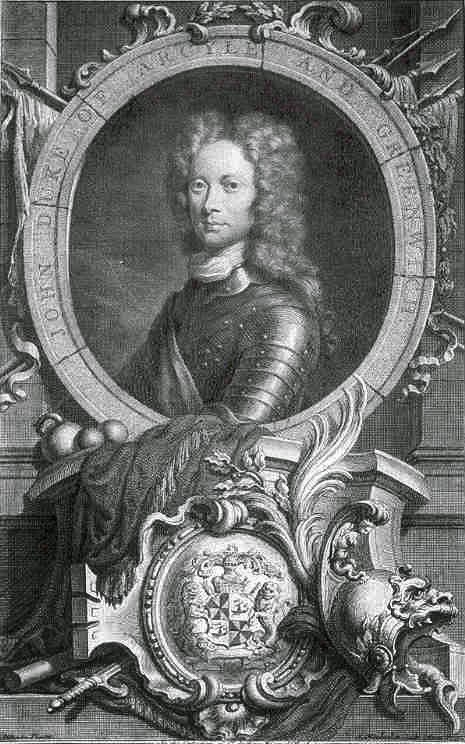
Sir Richard Kane, primer governador britànic de Menorca

La llengua pròpia va seguir sent l'oficial i d'ús públic. Contrastava, per exemple, la Societat Maonesa de Cultura fundada el 1778 on tot es feia en català, amb la Reial Societat d'Amics del País del Regne de Mallorca fundada el mateix any a Palma que competia en zel amb la Reial Audiència i amb el bisbat en matèria de campanyes sistemàtiques d'extirpació del «dialecte mallorquí» i imposició del castellà. Això va redundar en la florida de la literatura en català a l'illa amb figures com Joan Ramis i Ramis o Antoni Febrer i Cardona fins a tal punt que alguns estudiosos han anomenat a l'últim terç del segle xviii el "període menorquí de la literatura catalana".
El primer governador britànic va ser sir Richard Kane, que va estar en el càrrec entre 1712 i 1736, i va deixar molt bon record per les mesures que va prendre com la construcció de la carretera entre Maó i Ciutadella —el «camí d'en Kane»—, el dessecament de molts aiguamolls , o la introducció a l'illa del cultiu de la trepadella i altres plantes ferratgeres. Així mateix, la presència de la flota britànica va acabar amb les incursions dels pirates barbarescos del nord d'Àfrica, amb el que la població a partir de llavors va poder instal·lar-se a la costa sense por de ser atacada.
Quan a partir de 1802 pel Tractat d'Amiens Menorca va passar a sobirania espanyola va perdre les seves institucions d'autogovern i en el seu lloc es va imposar el centralisme a través de Palma; el català va deixar de ser la llengua oficial per ser-ho el castellà; va ser suprimida la llibertat de comerç i Maó va deixar de ser un port franc; els menorquins van perdre l'exempció de servir a l'Exèrcit i a la Marina que havien conservat, no sense dificultats, sota la dominació britànica; i en desaparèixer la flota britànica va tornar l'amenaça dels pirates barbarescos del nord d'Àfrica.

## Estatut d'Autonomia de les Illes Balears
La transició democràtica iniciada amb la mort del dictador Francisco Franco van permetre dotar a les Illes Balears d'un Estatut d'Autonomia el 1983 com a expressió de la seva identitat històrica, després que el 4 de juny de 1977 el Pacte Autonòmic de les Illes Balears. L'Estatut estableix la doble oficialitat del català, llengua pròpia de les illes, i del castellà, llengua oficial de l'Estat. El català és una llengua parlada per set milions de persones dins d'un territori habitat per onze milions, repartit en quatre estats: Espanya, França, Itàlia i Andorra.
Amb l'Estatut, les Illes recuperen com a país les institucions pròpies: els tres Consells o governs insulars, el Parlament i el Govern de les Illes Balears. Tot això és fruit de la recuperació de la democràcia a Espanya el 1977, amb la nova Constitució de l'Estat de les Autonomies. Sorgeix així un període democràtic on floreix un enorme associacionisme civil amb moviments alternatius importants a les Illes com l'ecologisme, el feminisme i el pacifisme.
El desenvolupament turístic de les Illes és enorme en aquests anys, amb la vinguda de turistes de l'Europa occidental i central (alemanys) que tenen una enorme presència en el territori. L'evolució econòmica és molt positiva tot i el debat sobre l'impacte al territori o els dèficits fiscals. També ha resorgit el debat sobre el fet nacional de les Balears representat per una enorme xarxa d'entitats i partits polítics. La incorporació a la Unió Europea i la creació de la Universitat de les Illes Balears són altres fets destacables.
Les Illes Balears mantenen avui dia un forta realitat cultural i artística. S'ha fet un gran esforç de recuperació de la cultura popular i tradicional que encara són molt vives. S'han recuperat les relacions culturals amb Catalunya i les aportacions dels diferents governs autonòmics que han canviat diverses vegades de mans han creat una institucionalitat pròpia.